# XXII округ (Будимпешта)
XXII округ (мађ. XXII. kerület) или Будафок-Тетењ (мађ. Budafok-Tétény) је један од 23 округа Будимпеште.
Будафок (латински: Promontor; буквално „Рт у близини Будима, или Будимска тачка“) Налази се у југозападном делу Будима, близу Дунава, и припада будимпештанском XXII округу. Будафок је био независна општина пре 1950. године. Село је било познато по производњи вина и шампањца.

## Име
Будафок је дуги низ година био познат као „Промонтор“ од латинског Промонторијум, што значи рт, али је 1886. име промењено у мађарски еквивалент, Будафок, што значи „рт Буда“. Године 1950. Будафок је спојен са Будимпештом заједно са Нађтетењем и Будатетењем, формирајући Будимпештански округ XXII. Будафок-Тетењ је званични назив округа који се простире на 43 квадратна километра и где се налази и оригинални Будафок.

## Историја
Историјски гледано, Будафок је био идеалан за производњу вина због висоравни Тетењ и њених падина дуж Дунава. Будафок је био дом онога што је некада био најважнији виноград ширег подручја Будимпеште, као и централне Мађарске. Године 1880, са повећањем комерцијалне производње вина у току, синдикат индустрије за производњу и флаширање вина створио је мрежу подрума издубљену из кречњака испод Будафока. Подрумски систем, дужине 25 километара и највећи у целој Европи, постоји и данас. Као такав, Будафок се обично назива „Подрумски град“. Данас још увек постоји огроман систем винских подрума са бачвама старим по сто година, међу њима је по величини друга највећа бачва у Мађарској. Водеће историјско енолошко налазиште у Будафоку су вински подруми Јожеф Торлеји & Цо који се још увек могу посетити. Остали произвођачи вина који још увек тамо раде су Хунгаровин Рт, Промонторвин Рт и Будафоквин Кфт. Године 1899. Будафок је електрифицирао Тисантули Арамсолгалтато Рт. (East-Hungarian Power Supply Company Ltd.).
- поглед са Дунава, палата Цуба-Дурозијер и палата Терлеј 1932.
- Снимак из ваздуха 1940.